# (7088) Ishtar
(7088) Ishtar ist ein Asteroid des Amor-Typs, der am 1. Januar 1992 von der US-amerikanischen Astronomin Carolyn Shoemaker am Palomar-Observatorium (IAU-Code 675) auf dem Gipfel des Palomar Mountain etwa 80 Kilometer nordöstlich von San Diego in Kalifornien entdeckt wurde. Es handelt sich mit hoher Wahrscheinlichkeit um ein Doppelsystem.
Der Himmelskörper ist nach der mesopotamischen Himmelsgöttin Ištar benannt, die besondere Bekanntheit durch das Ištar-Tor in den Mauern von Babylon durch dessen Rekonstruktion im Pergamonmuseum (Berlin) erlangte.